# Staatsschuldenquote in Nordmazedonien
Die Staatsschuldenquote Nordmazedoniens gibt das Verhältnis zwischen den mazedonischen Staatsschulden einerseits und dem mazedonischen nominalen Bruttoinlandsprodukt andererseits an.

## Entwicklung in den letzten Jahren
Die Staatsschuldenquote Mazedoniens stieg aufgrund der Finanzkrise zwischen 2008 und 2013 an. Entsprach die Staatsverschuldung von 86,1 Mrd. Mazedonischen Dinar Ende 2008 einer Staatsschuldenquote von 20,9 %, so erreichte die Staatsschuldenquote Ende 2013 angesichts eines Schuldenstandes von dann inzwischen 169,6 Mrd. Mazedonischen Dinar einen Wert von 35,9 %.

## Prognostizierte Entwicklung
Der Internationale Währungsfonds geht davon aus, dass die Staatsschuldenquote Mazedoniens bis Ende 2019 bei einem Schuldenstand von dann 262,5 Mrd. Mazedonische Dinar auf 39,3 % ansteigt.